# Dekanat Radymno I
Dekanat Radymno I − dekanat wchodzący w skład archiprezbiteriatu jarosławskiego, w Archidiecezji przemyskiej.

## Historia
W 1949 roku dekretem bpa Franciszka Bardy, został utworzony dekanat radymno. W skład nowego dekanatu weszły parafie z wydzielonego terytorium dekanatów:
- jarosławskiego – Radymno, Laszki, Michałówka, Miękisz Nowy, Wielkie Oczy, Wietlin, Zamojsce, Sośnica.
- pruchnickiego – Ostrów.
- przemyskiego - zamiejskiego – Kalników, Młyny.

Pierwszym dziekanem został ks. Franciszek Michalec, a wicedziekanem ks. Walenty Trela. 
Pod koniec 1992 roku dekretem abpa Ignacego Tokarczuka dekanat Radymno został podzielony na: dekanat Radymno I i dekanat Radymno II, oraz dokonano korekty granic dekanatów: jarosławskiego wschodniego, pruchnickiego, przemyskiego II i żurawickiego.

## Parafie
- Drohojów – pw. Matki Bożej Częstochowskiej
- Kaszyce – pw. św. Piotra i Pawła
- Łowce – pw. św. Jana Chrzciciela i św. Marcina
- Orły - Zadąbrowie – pw. Najświętszej Maryi Panny Matki Kościoła
  - Zadąbrowie – kościół filialny pw. Przemienienia Pańskiego
- Ostrów – pw. Matki Bożej Królowej Polski
- Radymno – pw. św. Wawrzyńca
- Radymno – pw. Najświętszego Serca Pana Jezusa
- Skołoszów – pw. Miłosierdzia Bożego i Matki Bożej Wspomożycielki Wiernych
- Sośnica – pw. św. Antoniego Padewskiego
- Święte – pw. Narodzenia Najświętszej Maryi Panny
- Wacławice – pw. Najświętszej Maryi Panny Królowej Polski
  - Hnatkowice – kościół filialny pw. Narodzenia Matki Bożej
- Zamojsce – pw. Matki Bożej Różańcowej
  - Zabłotce – kościół filialny pw. Matki Bożej Bolesnej